# Klaus Bockmühl
Klaus Bockmühl (* 6. Mai 1931 in Essen, Deutschland; † 10. Juni 1989 in Vancouver, Kanada) war ein deutscher evangelischer Theologe und Professor für Systematische Theologie. Der Schwerpunkt seines Forschens, Lehrens und Publizierens lag in der Theologischen Ethik; sein 1990 erschienenes Buch Hören auf den Gott der redet war sein Vermächtnis, das mehrere Auflagen erfuhr und viele Menschen des Pietismus und des Evangelikalismus beeinflusste.

## Leben
Als Sechzehnjähriger besuchte Bockmühl Jugendgottesdienste im Essener Weigle-Haus, das vom bekannten Pfarrer Wilhelm Busch (1897–1966) gegründet wurde. Im Weigle-Haus begegnete er einer für ihn überzeugenden Form von Christentum, sodass er schließlich im Rahmen eines Ferienlagers eine bewusste und kompromisslose Hinkehr zu Jesus Christus vollzog. Danach wurde er von der Moralischen Aufrüstung, die in Caux am Genfersee angesiedelt war, in seiner Glaubenspraxis und Spiritualität nachhaltig beeinflusst.
Nach dem Abitur 1951 studierte Bockmühl von 1951 bis 1958 neben Evangelischer Theologie auch Philosophie und zeitweise Soziologie; Studienorte waren Wuppertal, Göttingen, Tübingen, Basel und London. U. a. besuchte er Seminare bei Karl Barth, den er auch persönlich kennenlernte. Er nahm auch an soziologischen Vorlesungen teil.
Bockmühl promovierte 1961 bei Hendrik van Oyen in Basel, seine Dissertation trug den Titel: Leiblichkeit und Gesellschaft – Studien zur Religionskritik und Anthropologie im Frühwerk von Ludwig Feuerbach und Karl Marx. Er wollte eine akademische Laufbahn einschlagen und schrieb auch an einer Habilitation zum Thema Wiedergeburt und Neuschöpfung, ohne sie fertigzustellen. Zeitgleich war Bockmühl Assistent in Wuppertal bei Jürgen Moltmann an der Kirchlichen Hochschule Wuppertal von 1958 bis 1961. Nach der Heirat 1961 wurde er ordiniert und arbeitete als Hilfsprediger.
Von 1962 bis 1965 hatte Bockmühl als Assistent einen Forschungsauftrag für die Geschichte der christlichen Ethik bei Hendrik van Oyen in Basel. Eine Stiftungsprofessur an der Basler Theologischen Fakultät musste er aufgrund einer Krebserkrankung absagen. Von 1965 bis 1968 arbeitete er als Studentenpfarrer in Heidelberg. Nach einem dreijährigen Gemeindepfarramt in Schmieheim im Schwarzwald wurde er 1971 Dozent für Dogmatik, Ethik und Theologiegeschichte am Prediger- und Missionsseminar (heute Theologisches Seminar) St. Chrischona in Bettingen bei Basel. Dort war er schon seit 1965 als Gastdozent aktiv. Von 1976 bis 1980 war er Mitglied der Theologischen Kommission der Weltweiten Evangelischen Allianz WEA. 1977 wurde Bockmühl Professor für Systematische Theologie und Ethik am Regent College in Vancouver, wo er 1989 mit 58 Jahren starb.

## Theologische und ethische Lehre
Für Bockmühl gehörten Theologie und Spiritualität seit seiner Jugend zusammen. Er hat sich intensiv mit der Rolle des Heiligen Geistes für die christliche Ethik beschäftigt. Sein abschließendes Buch: Hören auf den Gott, der redet war auch in dieser Hinsicht ein Vermächtnis an seine Zuhörer und Leser. Der Geist Gottes wirke im Gläubigen Wiedergeburt, Verwandlung und Versöhnung, die sich in konkreten Lebenssituationen und ethischen Konflikten zeige und auswirke. Die Führung durch den Geist sei ein blinder Fleck der Reformation und der folgenden Zeit gewesen, die zu Orthodoxie, Gesetzlichkeit und Antinomismus geführt habe. Eine gute persönliche Führung durch den Heiligen Geist unterstelle sich freiwillig der Bibel als Korrekturinstanz und Inspirationsquelle und stifte zudem Gemeinschaft. Ethisches Handeln sei eine Frucht der Liebe, des Glaubens und der Gemeinschaft mit Gott.
Für eine verantwortliche christliche Sexualethik übernahm Bockmühl den Satz von Paulus Ihr gehört nicht euch selbst. Macht Gott Ehre mit eurem Leib zur Grundregel. Sexuelle Leidenschaft werde nicht durch Leugnung, sondern vielmehr durch eine größere Leidenschaft überwunden, wenn sie im größeren Rahmen des Reichs Gottes gesehen werden könne. Persönliche Erfüllung, ausgelebte Sexualität, Partnerschaft und Ehe seien daher nicht das wichtigste im Leben. Denn den Herrschaftsanspruch von Christus zu übernehmen und zu verwirklichen, biete neue Impulse und Motive, seine sexuellen Bedürfnisse und Fragen wahrzunehmen, sie zu bewerten und sie auch neu einordnen zu können.

## Auszeichnungen
- 1988 wurde ihm für seine Arbeit über Gesetz und Geist: Eine kritische Würdigung des Erbes protestantischer Ethik der Johann-Tobias-Beck-Preis verliehen.[8]
- 2011 feierten 30 ehemalige Dozentenkollegen, Mitarbeitende und Stipendiaten in Memoria am Regent College in Memoria den 80. Geburtstag von Klaus Bockmühl, der 12 Jahre dort gelehrt hatte[9]

## Schriften (Auszug)
- Leiblichkeit und Gesellschaft – Studien zur Religionskritik und Anthropologie im Frühwerk von Ludwig Feuerbach und Karl Marx, Dissertation, Vandenhoeck & Ruprecht, Göttingen 1961; 2. Auflage, Brunnen, Gießen/Basel 1980.
- Atheismus in der Christenheit – Die Unwirklichkeit Gottes in Theologie und Kirche, Aussaat, 1969 und Brunnen, Gießen/Basel 1985.
  - The Unreal God of Modern Theology: Bultmann, Barth, and the Theology of Atheism: A Call to Recovering the Truth, 1988.
- Sinn und Unsinn der Neuen Moral – Kritik und Selbstkritik, Brunnen Verlag (Gießen) 1973.
- Was heißt heute Mission? Entscheidungsfragen der neueren Missionstheologie (mit Helmuth Egelkraut als Herausgeber der BWA I, Band 3), Brunnen, Gießen/Basel 1974 und 2000, ISBN 978-3-7655-9444-1.
- Evangelikale Sozialethik – Der Artikel 5 der Lausanner Verpflichtung, Brunnen, Giessen/Basel 1975.
- Bücher – wozu? Möglichkeiten christlicher Literaturarbeit, Brunnen, Gießen/Basel 1976.
  - Books-Gods Tools in the History of Salvation, 1976.
- Der sendende Herr – die neue Schöpfung, Brunnen, Gießen/Basel 1976.
- Der Dienst der Theologie, Brunnen, Gießen/Basel 1976.
- Herausforderungen des Marxismus, Brunnen, Giessen/Basel 1977.
  - The Challenge of Marxism: A Christian Response, 1980.
- Der Mensch auf der Suche nach Menschlichkeit, Brunnen, Gießen/Basel 1979.
- Das größte Gebot, Brunnen, Gießen/Basel 1980.
- Auf dem Weg – Anweisungen für die Nachfolge, Brunnen, Gießen/Basel 1981.
- Leben aus dem Evangelium, Brunnen, Gießen/Basel 1982.
  - Living by the Gospel: Christian Roots of Confidence and Purpose, 1986.
- Theologie und Lebensführung – Gesammelte Aufsätze II, Brunnen Gießen/Basel 1982.
  - The Christian Way of Living, 1994.
- Gott im Exil? – Zur Kritik der Neuen Moral – Atheismus in der Christenheit II, Brunnen, Gießen/Basel 1984.
- Die Aktualität des Pietismus, Brunnen, Gießen/Basel 1985.
- Gesetz und Geist – Eine kritische Würdigung des Erbes protestantischer Ethik, Brunnen, Gießen/Basel 1987.
  - Law and the Spirit: Situation Ethics with a Difference.
- mit James Innell Packer u. a.: The Best in Theology, Volume 1, 1987.
- Die christliche Lehre von der Bekehrung zwischen Marxismus und moderner Theologie, Brunnen, Gießen/Basel 1989.

postum
- Hören auf den Gott der redet, Brunnen, Gießen/Basel 1990; 3. Auflage 2009 unter dem Titel: Leben mit dem Gott, der redet, ISBN 978-3-7655-9441-0.
  - Listening to the God Who Speaks: Reflections on God's Guidance from Scripture and the Lives of God's People, 1990.
- Leben mit dem Gott, der redet. Leben aus dem Evangelium – Hören auf den Gott der redet, Brunnen, Gießen 1999, ISBN 978-3-7655-9441-0 (mit Horst-Klaus Hofmann als Herausgeber der BWA I, Band 6).
- Christliche Lebensführung – Eine Ethik der Zehn Gebote, Brunnen, Gießen 1999, ISBN 978-3-7655-9443-4 (mit Helmut Burkhardt als Herausgeber der BWA III, Band 2).
- Denken im Horizont der Wirklichkeit. Schriften zur Dogmatik und Theologiegeschichte, Brunnen, Gießen 1999, ISBN 978-3-7655-9442-7 (mit Rainer Mayer als Herausgeber der BWA II, Band 1).
- Verantwortung des Glaubens im Wandel der Zeit. Protestantische Theologie im 19. und 20. Jahrhundert, Brunnen, Gießen 2001, ISBN 978-3-7655-9445-8 (mit Helmut Burckhardt als Herausgeber der BWA III, Band 3).
- Herausforderungen des Marxismus verdrängte Hintergründe und bleibende Anfragen Klaus Bockmühl, Brunnen, Gießen/Basel 2002 (mit Rainer Mayer als Herausgeber der BWA I, Band 4).
- Leben nach dem Willen Gottes. Schriften zur Materialethik, Brunnen, Gießen 2006, ISBN 978-3-7655-9447-2 (mit Rainer Mayer als Herausgeber der BWA II, Band 3).
- Gesetz und Geist eine kritische Würdigung des Erbes protestantischer Ethik; die Ethik der reformatorischen Bekenntnisschriften, Brunnen, Gießen/Basel 2009 (mit Reinhard Slenczka als Herausgeber der BWA I, Band 5).
- Grundlagen evangelischer Ethik. Beiträge zur Fundamentalethik, Brunnen, Gießen 2015, ISBN 978-3-7655-9449-6 (mit Werner Neuer als Herausgeber der BWA II, Band 2).